# Domenico de Rossi
Domenico de Rossi (1659 - 1730) va ser un editor italià que va publicar llibres amb gravats d'arquitectura, de gran difusió a l'època, que van significar un factor d'importància per a la difusió de l'estil a través d'Europa.

Durant els anys 1702, 1711 i 1721 va publicar successivament tres volums de gravats d'arquitectura sobre alçats i façanes de palaus barrocs i esglésies a Roma, (Studio d'architettura civile di Roma) incloent dissenys no construïts de Bernini i Borromini.
El primer volum mostra una àmplia varietat de dissenys de finestres, portes i entrades, pòrtics i accessos, peces de xemeneia i escalinates, amb treballs de gravat d'Alessandro Specchi, Filippo Vasoni, Carlo Fontana, entre d'altres. Va ser dedicat al papa Climent XII.
De Rossi també va produir un llibre de dissenys d'altars i capelles, Disegni di Vari Altari e Capelle (1685), les col·leccions de gravats del llibre són entre les primeres de mostrar la decoració barroca del segle xvii a Roma.
El 1709 De Rossi va heretar la impremta de Giovanni Giacomo de Rossi, a prop de l'Església de Santa Maria della Pace, el més gran i més durador editor de la Roma barroca. Diverses generacions de la família van participar en la firma editora, establerta al segle xvii, i que continuava produint gravats per a ús dels dissenyadors.

## Els tres volums
Els títols de l'obra principal de De Rossi són: 
- Studio d'architettura civile sopra gli ornamenti di porte e finestre tatti da alcune fabbriche insigni di Roma con le misure piante modini, e profili. Opera de piu celebri architetti de nostri tempi, Roma, 1702. Dedicat al papa Climent XII.
- Studio d'architettura civile sopra vari ornamenti di cappelle, e diversi sepolcri tratti da più chiese di Roma colle loro facciate, fianchi, piante, e misure. Opera de' più celebri architetti de' nostri tempi, Roma, 1711. Dedicat al cardenal Francesco Acquaviva d'Aragona.
- Studio d'architettura civili sopra varie chiese, cappelle di Roma, e palazzo di Caprarola, et altre fabriche con le loro facciate, spaccati, piante, e misure. Opera de' piu celebri architetti de' nostri tempi, Roma, 1721. Dedicat al cardenal Bernardino Scotto.